# Lepidium ginninderrense
Lepidium ginninderrense är en korsblommig växtart som beskrevs av Scarlett. Lepidium ginninderrense ingår i släktet krassingar, och familjen korsblommiga växter. Inga underarter finns listade i Catalogue of Life.